# Burkhard Ziese
Burkhard Ziese (1º febbraio 1944 – Ruppichteroth, 19 aprile 2010) è stato un allenatore di calcio tedesco.